# Louis Lamot
Louis Charles Marie Lamot (Boom, 13 december 1867 - Zemst, 24 april 1943) was een Belgisch brouwer en politicus voor de Katholieke Partij.

## Levensloop
Lamot was brouwer van beroep. Hij nam Brouwerij De Rolaf over van zijn vader Edouard Lamot in 1891 en veranderde de naam ervan in Brouwerij Lamot-Van den Bril. Deze brouwerij was gevestigd op de hoek van de Heldenplaats en de Groene Hofstraat te Boom. In 1913 volgde de bouw van een mouterij en in 1927 volgde de overname van brouwerijen De Kroon en De Plein van zijn achterneef César Lamot. Tevens richtte hij Lamot Ltd op te Londen. In 1928 werd een bottelarij ingericht te Boom.
Tevens was hij gemeenteraadslid en burgemeester van deze gemeente van 1921 tot 1926.